# Dissolução térmica
Dissolução térmica é um processo de transferência de hidrogênio nos processos usados nas purificações.